# (338373) Fonóalbert
(338373) Fonóalbert, désignation internationale (338373) Fonoalbert, est un astéroïde de la ceinture principale.

## Description
(338373) Fonoalbert est un astéroïde de la ceinture principale. Il fut découvert le 25 décembre 2002 à Piszkesteto par Krisztián Sárneczky. Il présente une orbite caractérisée par un demi-grand axe de 3,08 UA, une excentricité de 0,07 et une inclinaison de 15,3° par rapport à l'écliptique.

## Compléments